# Saudiarabiens nationalmuseum
Saudiarabiens nationalmuseum (arabiska: المتحف الوطني السعودي) är ett historiskt museum i utkanten av Riyadh i Saudiarabien. 
Behovet av ett nationalmuseum diskuterades redan på 1980-talet och inför hundraårjubileet  av kungariket Saudiarabiens bildande utlystes en arkitekttävling om museets utformning som vanns av den kanadensiska arkitekten Raymond Moriyama.
Museet, med all inredning och samtliga utställningar, skulle vara färdigt i början av år 1999, vilket innebar en byggtid på 30 månader till invigningen den 23 januari. Det skiljer sig från liknande museer genom att fokusera på lärande framför enskilda museiföremål. I avsaknad av originalföremål visas dioramor med repliker samt modeller av viktiga byggnader såsom moskéerna i Mecka och Medina.
Utställningarna i museets ena flygel fokuserar på geologi och tidiga bosättningar på arabiska halvön med handelsvägar, hantverk och konst  fram till början av 600-talet och den andra flygeln är tillägnat islams historia från profeten Muhammeds flykt till Medina till dagens Hajj.